# Joacaz de Israel
Joacaz (en hebreo: יֹואָש‎, romanizado: Yoash, lit. 'Yahu ha sostenido' o 'Yahu ha aferrado'; en griego: Ιωαχαζ, romanizado: Iōahaz, latín: Joachaz) fue un rey de Israel, hijo de Jehú, fundador de la dinastía más larga y poderosa que hubo en el reino norteño de Israel. 
Comenzó a reinar en el año 814 a. C., que fue el año 23 del rey Joás de Judá, fue el undécimo rey de Israel, y reinó por 17 años. Heredó un debilitado reino de su padre ya que Jehú perdió todos los territorios de Transjordania y fueron anexados a los dominios de Hazael, el cual afligió a Joacaz en su primeros años de reinado. Pero sería Ben-Hadad III su mayor verdugo, ya que producto de su propia apostasía, en las guerras quedó su ejército reducido sólo a 50 soldados a caballo, 10 carros, y 10,000 soldados de infantería. En su desesperación Joacaz se volvió a Dios, por lo que Dios le proveyó de un salvador, que probablemente fue el rey asirio Adadnarari III, que invadió Siria en el año 806 a. C., saqueó Damasco, y los obligó a pagar tributo, por lo que eliminó al peor enemigo de Israel, y no le molestaron por un buen tiempo. Joacaz fue enterrado en Samaria, y le sucedió su hijo Joás.